# Потоп (ТВ филм)
Потоп је југословенски ТВ филм из 1969. године који је режирао Едуард Галић.

## Улоге
| Глумац                 | Улога |
| ---------------------- | ----- |
| Стево Жигон            |       |
| Славка Јеринић         |       |
| Светлана Бојковић      |       |
| Бранислав Цига Јеринић |       |
| Владимир Поповић       |       |